# Basshunter

Logotyp Basshuntera

Basshunter, też zapis stylizowany BassHunter (wymowa [ˈbeɪshʌntər]), właściwie Jonas Erik Altberg (urodzony 22 grudnia 1984 roku w Halmstad) – szwedzki piosenkarz, producent muzyczny i DJ.
W 1998 roku zaczął śpiewać w chórze swojej matki. Śpiewał w zespole rockowym, a w 2001 roku zaczął produkować muzykę pod pseudonimem Basshunter. Nagrał pięć albumów studyjnych: The Bassmachine (2004), LOL <(^^,)> (2006), Now You’re Gone – The Album (2008), Bass Generation (2009) i Calling Time (2013). Według danych z 2014 roku albumy i single artysty zostały sprzedane w ponad 6 000 000 egzemplarzy.
Basshunter współpracował z takimi artystami jak: Mental Theo, Dulce María, Lauren Dyson, Sandra Gee czy zespołem Stunt. Współpracował także z zespołem Mange Makers pisząc tekst ich utworu. Remiksował utwory artystów takich jak: Alex Christensen, Arash, Wierka Serdiuczka, Jonny Jakobsen, Alina czy kwartetu Loituma.
Artysta jest laureatem nagród takich jak: European Border Breakers Award, Grammis czy World Music Award, był ponadto nominowany między innymi do: BT Digital Music Award, MTV Europe Music Award i Rockbjörnen.

## Życiorys

### Początki kariery

Logo Basshuntera

W 1998 roku Jonas Altberg zaczął śpiewać ze swoją matką w należącym do niej chórze, przez co zainteresował się śpiewem. Śpiewał także w zespole rockowym, gdzie nabrał doświadczenia w muzyce eksperymentalnej. W 2001 roku poznał program komputerowy Fruity Loops, w którym zaczął produkować muzykę. Po sześciu miesiącach produkcji muzyki, przyjął pseudonim artystyczny „Basshunter”. Wyraz „Basshunter” to połączenie dwóch rzeczowników z języka angielskiego „bass” i „hunter”, oznaczających między innymi „bas” i „łowca”. Pseudonim podkreśla jego styl muzyczny.
Jego debiutancki album The Bassmachine został wydany przez wytwórnię Alex Music 25 sierpnia 2004 roku na płycie CD. 20 grudnia 2005 roku została wydana jego zremasterowana wersja. W 2006 roku The Bassmachine oraz The Old Shit zostały wydane na stronie internetowej Basshuntera.
Publikował swoją muzykę w Internecie (między innymi na czacie kanału strony internetowej przeznaczonej dla graczy), przez kilka lat grał jako DJ w szwedzkich klubach. 20 grudnia 2005 roku ogłosił wydanie singla „Welcome to Rainbow”, jednak ostatecznie wydano go 1 kwietnia 2006 roku jako minialbum. Na minialbumie znalazł się między innymi utwór „Boten Anna” (wydany przez WEA 9 maja 2006 roku jako singel).

### 2006–2008:LOL <(^^,)>

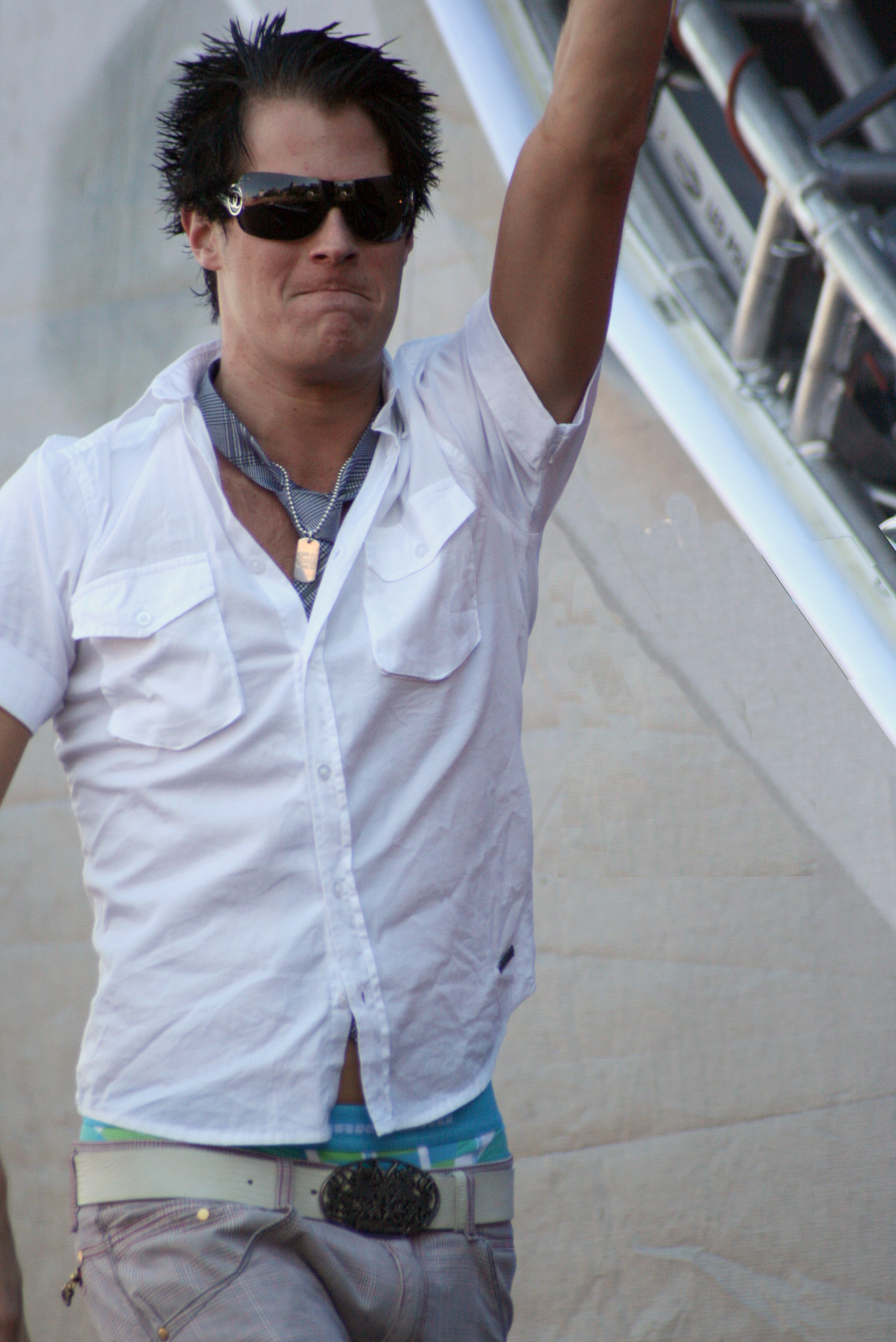
Basshunter podczas koncertu Hity Na Czasie, będącego finałem regat The Tall Ships’ Races w Szczecinie (5 sierpnia 2007)

W marcu 2006 roku Basshunter opublikował utwór „Boten Anna” na stronie internetowej. Dzień później liczba pobrań wyniosła 37 000. Pobrano go ponad 1 000 000 razy według danych z 8 czerwca 2006 roku. Otrzymywał propozycje od wytwórni muzycznych. W kwietniu podpisał kontrakt z wytwórnią Extensive Music i Warner Music Sweden. Piosenka została wydana na singlu 9 maja. Niemieckojęzyczna wersja utworu została wydana na singlu w 2007 roku. „Boten Anna” dotarł do pierwszego miejsca listy przebojów Top 60 Singles w Szwecji, jak i w 2007 roku znalazł się na czternastej pozycji listy Best of All Time tego państwa. Uzyskał także status platyny. W Danii singel także dotarł do pierwszego miejsca listy, na której to pozycji przebywał przez czternaście tygodni i uzyskał status trzykrotnej platyny, gdzie w samym 2006 roku został pobrany 61 000 razy w wielu formatach w dystrybucji elektronicznej. Dotarł do drugiego miejsca listy holenderskiej i austriackiej (uzyskał status złota), trzeciego listy norweskiej i czwartego listy fińskiej. Był także notowany w Niemczech, Szwajcarii i Hiszpanii. Na liście European Hot 100 Singles singel dotarł do 30. pozycji.
28 sierpnia został wydany debiutancki album studyjny Basshuntera LOL <(^^,)>. Muzyk pracował nad albumem trzy i pół tygodnia. Przy trzech piosenkach pomagał mu Ali Payami. Album dotarł do czwartej pozycji notowania w Danii, gdzie także uzyskał status złota, czwartego miejsca notowania w Finlandii, gdzie album został sprzedany w 33 365 egzemplarzach i osiągnął status platyny. W Szwecji album dotarł do szóstej pozycji, był także notowany na liście austriackiej, norweskiej, francuskiej (w 2008 roku sprzedano 10 910 egzemplarzy) i holenderskiej.
13 września został wydany drugi singel artysty – „Vi sitter i Ventrilo och spelar DotA”. Singel dotarł do drugiego miejsca fińskiej listy przebojów. W Szwecji osiągnął szóstą pozycję, w Danii (uzyskał status złota) i Norwegii dotarł do siódmego miejsca, a w Holandii dziewiątego. Był także notowany na liście austriackiej, niemieckiej i irlandzkiej.
Piosenka „Hallå där” była notowana przez trzy tygodnie i dotarła do 51. miejsca szwedzkiej listy przebojów. Trzeci singel „Jingle Bells” został wydany 13 listopada. Dotarł do dziewiątego miejsca notowania w Norwegii oraz trzynastego miejsca notowania w Szwecji. Singel był notowany także w Holandii i Wielkiej Brytanii. Czwarty singel Basshuntera „Vifta med händerna” z gościnnym udziałem duetu Patrik & Lillen był notowany przez dwa tygodnie na siódmej pozycji w Finlandii i dotarł do 25. miejsca notowania szwedzkiego. 5 listopada 2007 roku została wydana nowa wersja singla „Vi sitter i Ventrilo och spelar DotA”, pod tytułem „DotA”. Singel dotarł do 30. pozycji niemieckiego notowania.

### 2007–2009:Now You’re Gone – The Album

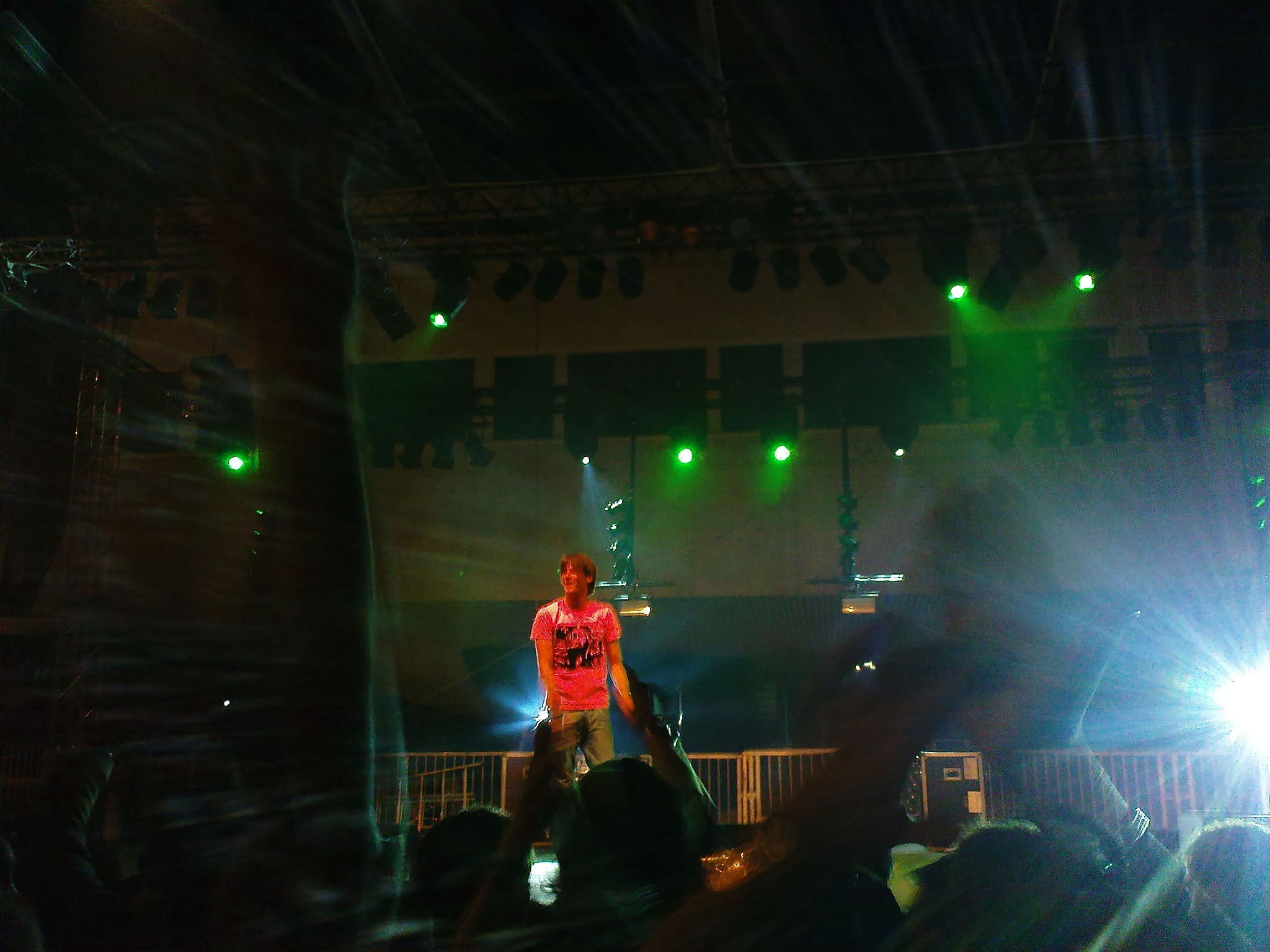
Basshunter podczas koncertu Point Gamma w École polytechnique w Palaiseau (7 czerwca 2008)

W 2006 roku holenderski DJ i producent muzyczny Bazzheadz z wokalnym udziałem Sebastiana Westwooda nagrał swoją wersję utworu „Boten Anna” w języku angielskim pod tytułem „Now You’re Gone” bez zgody autora. Basshunter przy współpracy Bazzheadza z wokalnym udziałem Westwooda nagrał własną wersję utworu, która została wydana na singlu 31 grudnia 2007 roku przez Hard2Beat Records. Było to wydanie inauguracyjne dla tej wytwórni. Singel w Wielkiej Brytanii dotarł do pierwszej pozycji, na której był notowany przez pięć tygodni, został sprzedany w 443 534 egzemplarzach w 2008 roku i osiągnął status platyny. Trafił na listę UK Top 100 Songs of the Decade, najlepiej sprzedających się singli w latach 2000–2009 w Wielkiej Brytanii. Był także numerem jeden w Irlandii, numerem dwa w Szwecji i numerem trzy w Nowej Zelandii, gdzie pokrył się platyną. Został odnotowany w pierwszej dwudziestce list w Belgii w części walońskiej, Francji (w 2008 roku sprzedano 62 740 egzemplarzy), Finlandii, Norwegii, Danii, Austrii i Niemczech, a także na dalszych pozycjach w Szwajcarii, Australii i Kanadzie. Na liście European Hot 100 Singles singel dotarł do czwartej pozycji. Teledysk do utworu był trzecim najczęściej oglądanym filmem w serwisie YouTube.
Siódmy singel „Please Don’t Go” będący coverem singla KC and the Sunshine Band z 1979 roku został wydany 19 maja 2008 roku. Singel dotarł do szóstego miejsca notowania Top 60 Singles w Szwecji.
Kolejny singel artysty „All I Ever Wanted” został wydany 7 czerwca. Singel także dotarł do pierwszej pozycji notowania w Irlandii, w Wielkiej Brytanii był drugi (uzyskał status srebra), a w Norwegii trzeci. Był też notowany w Austrii, Nowej Zelandii (pokrył się złotem), Niemczech, części walońskiej Belgii, Szwajcarii i Szwecji, a w notowaniu europejskim zajął dziesiąte miejsce.
14 lipca został wydany drugi studyjny album muzyka Now You’re Gone – The Album. Muzyk pracował nad albumem dwa i pół tygodnia. Album został odnotowany na pierwszej pozycji w Wielkiej Brytanii (sprzedano ponad 329 717 egzemplarzy, pokrył się platyną) i Nowej Zelandii (sprzedano ponad 20 000 egzemplarzy, pokrył się platyną), drugiej pozycji w Irlandii. Album był notowany także w pierwszej 40. w Austrii, części walońskiej Belgii, Szwajcarii, Finlandii, Francji (sprzedano 9750 egzemplarzy w 2008 roku), Szwecji i Polsce. Na liście European Top 100 Albums album osiągnął szóstą pozycję (sprzedano ponad 350 000 egzemplarzy).
Następny singel „Angel in the Night” został wydany 8 września 2008 roku. Singel dotarł do dziesiątej pozycji notowania w Irlandii, czternastego w Wielkiej Brytanii i 50. w Szwecji. Dziesiąty singel jest coverem utworu „Miss You” zespołu Westlife, powstał przy udziale wokalnym Lauren Dyson i został wydany 14 grudnia. „I Miss You” był notowany na liście brytyjskiej, szwedzkiej i niemieckiej. Kolejny singel „Walk on Water” został wydany 5 kwietnia 2009 roku, dotarł do 76. miejsca brytyjskiej listy.

### 2009:Bass Generation

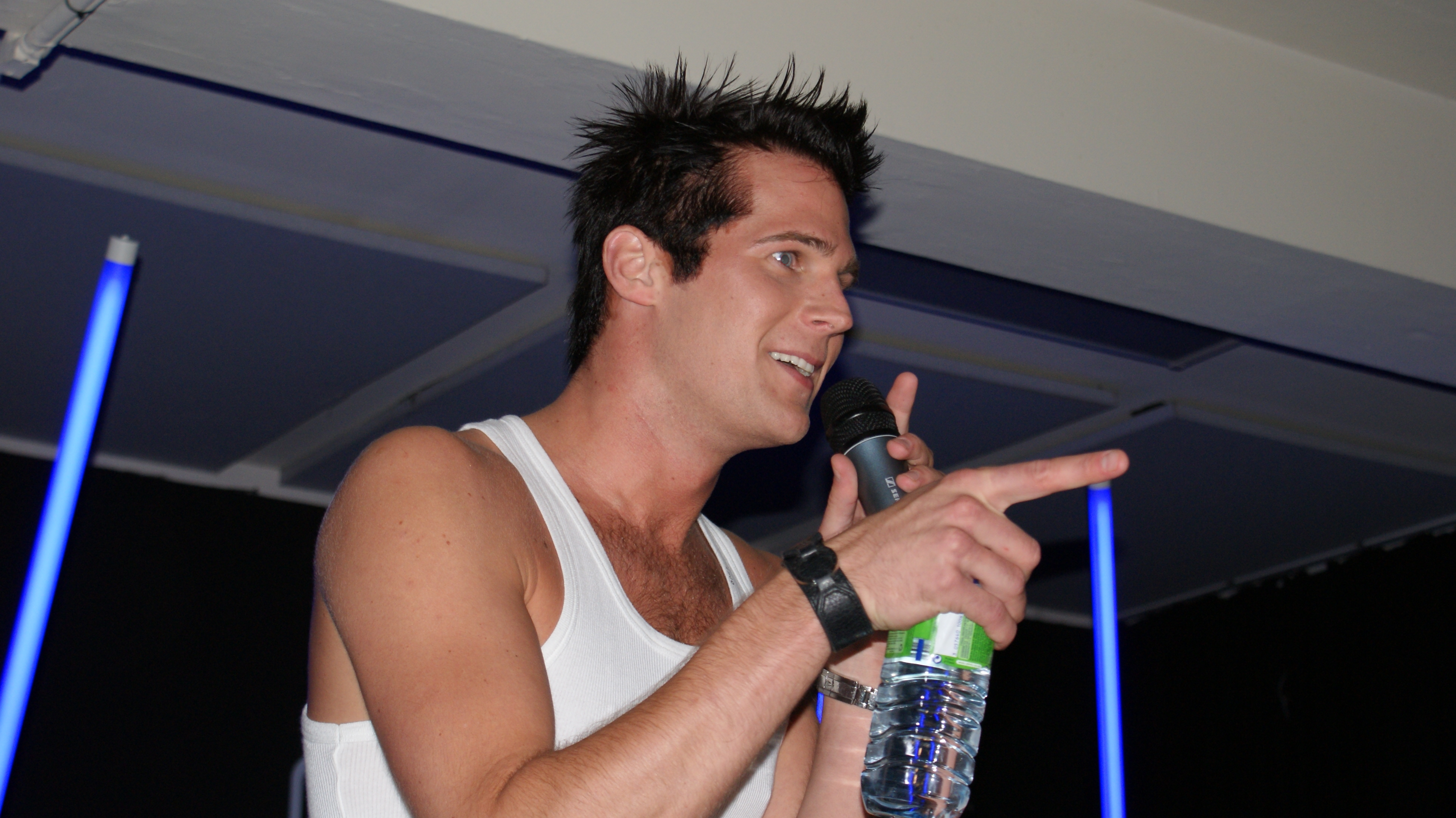
Basshunter podczas rozpoczęcia koncertu w Gibson Guitar Studio w Londynie (24 września 2009)

Dwunasty singel „Every Morning” został wydany 18 września 2009 roku. W Szwecji singel dotarł do trzynastej pozycji, a w Nowej Zelandii był notowany na miejscu czternastym. W Wielkiej Brytanii i Irlandii został odnotowany na siedemnastym miejscu. Wszedł także na listę w Niemczech. Na liście European Hot 100 Singles singel zajął 49 pozycję.
Trzeci studyjny album Bass Generation został wydany 25 września. Basshunter został pierwszym szwedzkim artystą, który był gospodarzem 72 Hour Tweet for Ticket Party, w której użytkownicy mieli możliwość strumieniowania albumu w zamian za dodanie linku w serwisie Facebook lub Twitter. Album został odnotowany na drugim miejscu listy nowozelandzkiej i szesnastym listy brytyjskiej (osiągnął status srebra) oraz irlandzkiej. Był notowany także w Danii, Francji i Szwajcarii. Kolejny singel artysty „I Promised Myself” będący coverem utworu Nicka Kamena został wydany 29 listopada. Dotarł do 94. miejsca notowania w Wielkiej Brytanii.

### 2010–2013:Calling TimeiThe Early Bedroom Sessions
5 lipca 2010 roku został wydany czternasty singel artysty „Saturday”. Singel dotarł do czternastej pozycji listy nowozelandzkiej (pokrył się złotem) i był notowany na 21. miejscu listy brytyjskiej i 37. miejscu listy irlandzkiej. 20 kwietnia 2011 roku wydany został singel „Fest i hela huset”, który artysta wykonał w języku szwedzkim wraz z uczestnikami szwedzkiej edycji Big Brothera. Singel na notowaniu Top 60 Singles w Szwecji osiągnął piątą pozycję.
Następny singel „Northern Light” został wydany maju 2012 roku. 18 listopada został wydany siedemnasty singel muzyka „Dream on the Dancefloor”. Pierwszy z dwóch planowanych w 2012 roku albumów artysty – kompilacja The Early Bedroom Sessions została wydana 3 grudnia. Zawiera 23 utwory, na które składają się utwory z albumów The Bassmachine i The Old Shit, oraz utwory dotychczas nie wydane na żadnym albumie.
13 maja 2013 roku został wydany czwarty studyjny album Calling Time. Jego produkcja rozpoczęła się w pierwszej połowie 2010 roku. Album został odnotowany na 25 pozycji amerykańskiej listy Dance/Electronic Albums. Osiemnasty singel „Crash & Burn” został wydany 20 czerwca. Następny singel „Calling Time” został wydany 27 września.

### Od 2013: Single
20 listopada 2013 roku został wydany kolejny singel artysty – „Elinor”. Wydanie zostało zrealizowane w wyniku próśb fanów. Basshunter rozpoczął produkcję kolejnego albumu 25 listopada 2014 roku. Prawie po pięciu latach od czasu wydania jego ostatniego singla, 19 października 2018 roku został wydany singel „Masterpiece”. Od tamtego czasu wydanych zostało kolejnych pięć singli Basshunetera „Home” (2019), „Angels Ain’t Listening” (2020) i „Life Speaks to Me” (2021), który jest piosenką tribute dla Aviciiego. Singel „End the Lies” wydany w 2022 roku powstał we współpracy z włoskim duetem Alien Cut. W 2023 roku Basshunter współpracował z Viktorem Leksellem nad „Ingen kan slå (Boten Anna)”. Singel został odnotowany na czwartym miejscu szwedzkiej listy przebojów.

### Kariera DJ-a, producenta muzycznego i autora tekstów
W 2007 roku zostały wydane jego remiksy singli: „Dancing Lasha Tumbai” Wierki Serdiuczki, „Du hast den schönsten Arsch der Welt” Aleksa C. z gościnnym udziałem Y–ass, „Ieva’s Polka (Ievan Polkka)” Loitumy i „Calcutta 2008” Dr. Bombaya. W 2008 roku zmiksował singel „When You Leave (Numa Numa)” Aliny. W 2009 roku został wydany hiszpańskojęzyczny singel „Al final” śpiewany przez Daniego Matę, który zawiera podkład z „Boten Anna”.
26 lipca 2013 roku Basshunter ogłosił zawieszenie swojej działalności wokalnej i koncentrację na karierze DJ–a, producenta muzycznego, a także pisaniu tekstów i produkcji utworów dla innych wykonawców. Muzyk poznał nowych wokalistów, którym powierzył wykonania wokalne swoich utworów i stwierdził, że jest to bardziej interesujące. Basshunter podjął decyzję po wyczerpujących czterech koncertach w Stanach Zjednoczonych. W 2014 został wydany jego remiks singla „Sex Love Rock n Roll (SLR)” Arasha (z udziałem T-Paina). Napisał singel „Mange kommer hem till dig” Mange Makers, który został wydany w 2015 roku.

### Pozostała działalność

#### Telewizja i filantropia

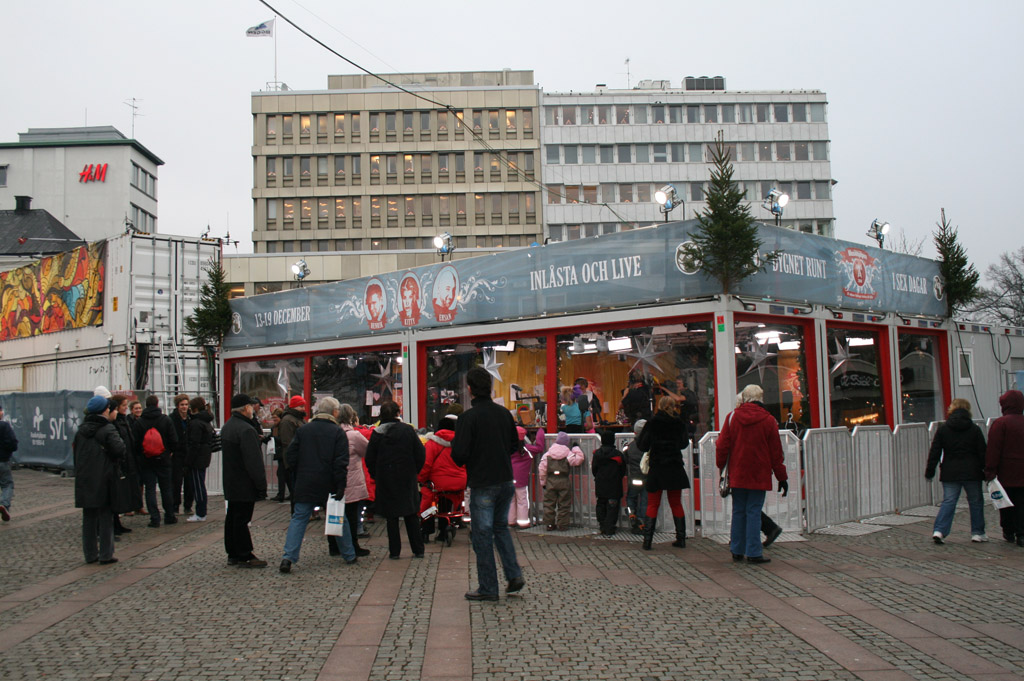
Musikhjälpen w Malmö (2008)

W 2008 roku Basshunter wystąpił podczas imprezy charytatywnej Cash for Kids, a także podczas audycji charytatywnej Musikhjälpen. W 2009 roku muzyk był gościem Red Bull Rivals. Był także gościem programu Never Mind the Buzzcocks. Artysta brał udział w brytyjskim reality show Celebrity Big Brother, w którym dotarł do finału i zajął czwarte miejsce. Wspólnie z między innymi Arashem wystąpił w szwedzkim programie Fångarna på fortet. W tym roku także, ponownie wystąpił podczas imprezy charytatywnej Cash for Kids. Inny charytatywny występ to udział w brytyjskim programie Weakest Link, którego zwycięzca przekazał pieniądze na rzecz dziecięcego szpitala Alder Hey Children’s Hospital.
W 2012 roku 50. uczniów z Norton Hill School zorganizowało wytrzymałościowy konkurs charytatywny. Przez 20 godzin słuchali oni utworu Basshuntera – „Now You’re Gone”, utwór został odtworzony ponad 400 razy. Zebrano ponad 2000 funtów szterlingów dla dwóch organizacji charytatywnych. W 2015 roku studenci Norton Hill School ponownie zorganizowali wytrzymałościowy konkurs, podczas którego również zebrano ponad 2000 funtów szterlingów.

#### Filmy i gry komputerowe
Basshunter produkuje swoje wideoblogi i filmy w programie Final Cut Pro. Do nagrywania filmów używa kamery Handycam i kamery bez taśmowej Flip Video. Sprzęt, który muzyk używał w 2009 roku podczas podróży to: telefon Nokia N95, smartfon BlackBerry Bold 9700, notebook Alienware M17, laptop z linii MacBook Pro, kamera Handycam i Flip Cam HD BOSE, bramkę szumów, mikrofon USB, pamięć głosową, przenośny dysk twardy o pojemności 2,5 terabajta. W latach 2009–2011 wyprodukował siedem filmów. W 2014 roku wystąpił w teledysku do singla Arasha – „Melody”.
Muzyk zajął drugie miejsce w szwedzkich zawodach gry komputerowej – StarCraft. Basshunter pojawił się podczas Danmarks Bedste Gamer w 2008 roku. W 2011 roku artysta wystąpił w filmie, poprzez który zachęcał ludzi do grania w Mortal Online. W 2014 roku opublikował film przedstawiający jego serwer w grze komputerowej Rust.

#### Konkursy i media społecznościowe

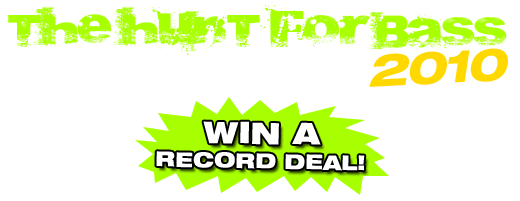
Logo The Hunt for Bass 2010

W 2009 roku został zorganizowany konkurs Basshunter Artwork Competition, którego uczestnicy mieli wykonać projekty na jego album Bass Generation. W 2010 roku odbył się konkurs The Hunt for Bass, którego zadaniem uczestników było wyprodukowanie własnego utworu, zwycięzca miał podpisać kontrakt z wytwórnią Extensive Music. Utwory uczestników konkursu zostały opublikowane na stronie Extensive Music w serwisie YouTube. Zwycięski utwór – „Electro Champion” Alego Nadema, został wyłoniony z grona siedmiu finalistów. W 2014 roku Basshunter zorganizował zawody 1st Bass Challenge. Zadaniem uczestników było wyprodukowanie własnego utworu w oparciu o paczkę sampli.
Komunikuje się z fanami za pomocą mediów społecznościowych takich jak: Facebook, Twitter czy VK. Muzyk publikuje swoją muzykę i filmy w serwisie YouTube oraz SoundCloud. W 2017 roku w sondażu przeprowadzonym w serwisie Twitter 92% głosujących z 57 814 stwierdziło, że chciałoby aby Basshunter został premierem Wielkiej Brytanii, 8% poparło pełniącą urząd Theresę May.
Należy do Insanity Artists Agency – agencji reprezentującej DJ–ów i artystów z dziedziny muzyki, mody, telewizji oraz radia podczas występów na żywo oraz Supergau Booking. Dawniej należał do IFA Agency. Henrik Uhlmann jest jego menedżerem, a także organizuje koncerty oraz jest odpowiedzialny za kontakt z prasą.

## Życie prywatne

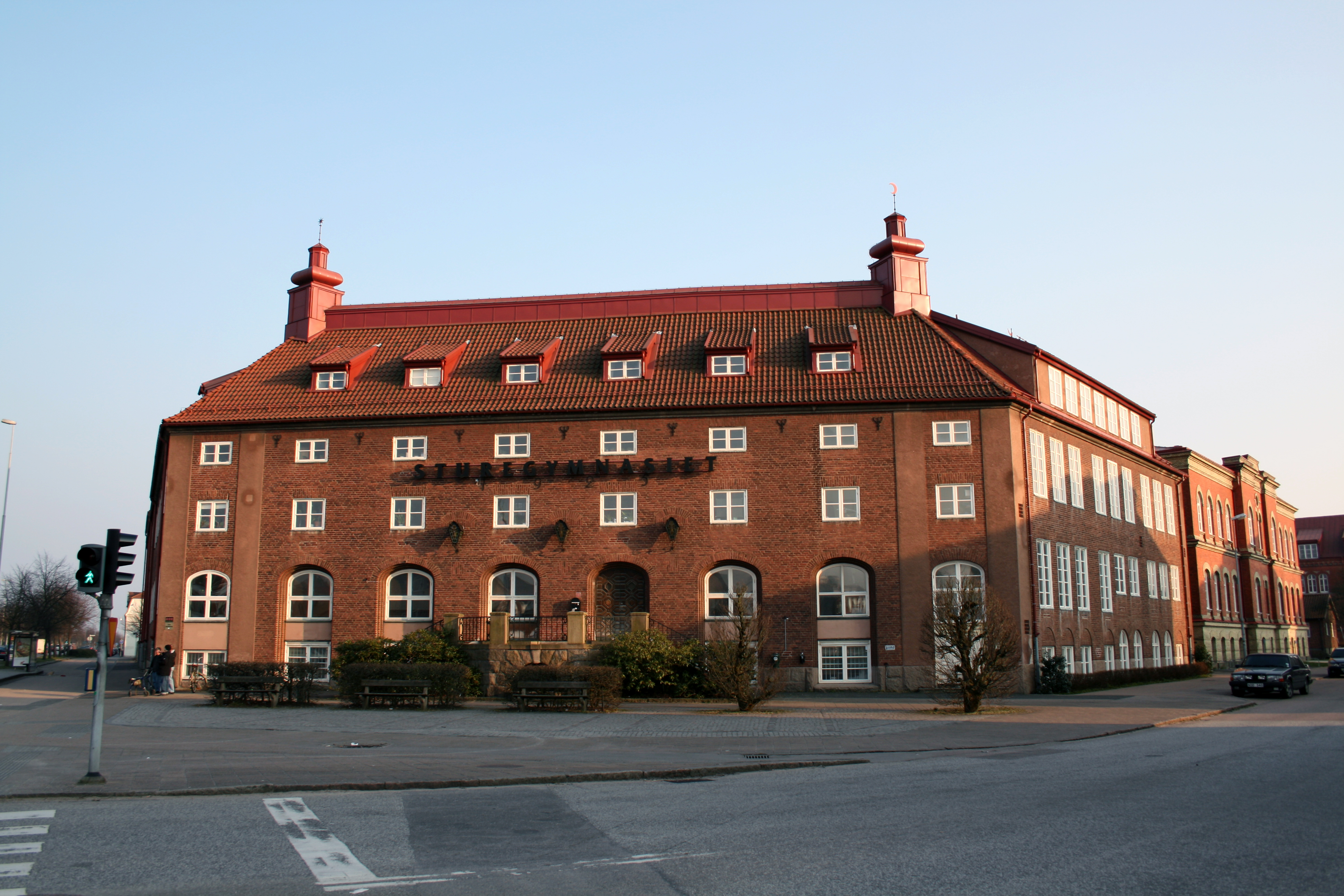
Basshunter uczęszczał do Sturegymnasiet w Halmstad

Jonas Altberg urodził się 22 grudnia 1984 roku w Halmstad. Mieszkał z rodzicami (matką Gunhild ur. w 1953, zm. w 2016 i ojcem Göranem ur. w 1951) i młodszym bratem Joakimem (ur. 6 lipca 1988) w Halmstad w pobliżu plaży Tylösand. Jego matka pochodziła z Hovmantorp. W 2006 roku przeprowadził się do Malmö. Jego matka była nauczycielką w szkole średniej, została dyrektorką uczelni w Szwecji, a ojciec pracował w przedsiębiorstwie budowlanym. Artysta uczył się w liceum o profilu technologicznym Kattegattgymnasiet, jednak przeniósł się do liceum Sturegymnasiet o profilu muzycznym w Halmstad. Muzyk uczęszczał także na uczelnię, ale nigdy nie studiował.
Gdy Basshunter miał osiem lat jego rodzice zauważyli u niego tiki, okazało się, że jest to jeden z objawów zespołu Tourette’a. W szkole był wyśmiewany, bity oraz doznawał wiele przemocy, nie miał wielu przyjaciół przez co spędził dużo czasu w samotności. Przez cztery do pięciu lat walczył z chorobą. Gdy jako artysta skupił się na swojej karierze, objawy choroby zaczęły ustępować. Nauczył się kontrolować chorobę, przez co jej objawy są niezauważalne. Choroba się nie objawia.
Emely Ljungqvist była jego kochanką. Podczas reality show Celebrity Big Brother nawiązał bliższą relację z Ekateriną Ivanovą. 19 stycznia 2017 roku poślubił pochodzącą z Iranu Tinę Makhię Khayatsadeh z którą od trzech lat tworzył parę. Ślub odbył się w Dubai Polo & Equestrian Club w Dubaju. Wzięli w nim udział piosenkarze Arash i Margaret, ambasador Szwecji w Zjednoczonych Emiratach Arabskich Jan Thesleff, dyrektor generalny Warner Music Sweden Jonas Siljemark, jego menedżer Henrik Uhlmann i brat Basshuntera Joakim.
10 grudnia 2010 roku artysta został aresztowany przez szkocką policję Fife Constabulary będąc podejrzanym o napaść na tle seksualnym w nocnym klubie Kitty w Kirkcaldy. Basshunter został zwolniony w wyniku poręczenia majątkowego, ale w styczniu 2011 roku musiał pojawić się w sądzie okręgowym Kirkcaldy Sheriff Court. Menedżer muzyka Scott Simons określił zarzuty jako „całkowicie nieprawdziwe” oraz powiedział, że Basshunter będzie w pełni współpracować w dochodzeniu policji. Przed aresztowaniem zarząd klubu Kitty przeprosił za zachowanie artysty. Basshunter nie przyznał się do stawianych mu zarzutów. Wychodząc z budynku sądu muzyk odmówił komentarza dziennikarzom. Kontynuacja procesu odbyła się w maju. 14 czerwca Basshunter po dwudniowym procesie został uniewinniony przez szkocki sąd, a dowody kobiet uznano za niepewne i niewiarygodne.

## Muzyka
„Gdy słuchasz jakiegoś utworu w radiu, możesz natychmiast powiedzieć, czyja to jest muzyka. Gdy słuchasz mojej muzyki, możesz stwierdzić, że to Basshunter.”
„If you listen to a song on the radio you can definitely tell whose music it is. When you listen to my music you can tell it is Basshunter.”

Basshunter określa swoją muzykę jako eurodance. Twierdzi, że jego muzyka jest radosna, pełna energii i bardzo melodyjna, nie brzmi jak inne rodzaje muzyki, a producenci i artyści w swoich utworach zawierają własną tożsamość. Muzyk pasjonuje się liniami basowymi, które wykorzystuje w swojej muzyce.
Basshunter słuchał między innymi DJ–a Balloona oraz Rocco i zespołu Warp Brothers oraz Snap!. Słuchał także utworów undergroundowych, które nigdy nie zostały wydane, lub nie są znane wielu osobom. Słuchał niemieckiej i holenderskiej muzyki techno. Słucha także utworów techno, reggae oraz muzyki funkowej i bluesowej Raya Charlesa. Pierwszym wydawnictwem, które artysta kupił był singel „The Way” zespołu Fastball w latach 90. XX wieku. Podoba mu się między innymi singel „Love U More” zespołu Sunscreem oraz tekst utworu „The Sound of Silence” duetu Simon & Garfunkel. Jest fanem Robbiego Williamsa.
Pierwszym komputerem, którego używał był Atari ST. Po osiągnięciu sukcesu mógł kupić oprogramowanie, którego używał do produkcji muzyki oraz mocniejsze komputery i lepsze monitory. Nie mógł także publikować swoich utworów w Internecie, zamiast tego zaczął tworzyć wideoblogi. Jego budżet przed 2010 rokiem to około 800 dolarów.
Pomimo wielu współpracowników, którzy mają istotne znaczenie w jego karierze, Basshunter sam produkuje i pisze swoją muzykę. Około 95% jego muzyki powstaje w oparciu o oprogramowanie komputerowe takie jak cyfrowe stacje robocze FL Studio, Logic Pro, Logic Studio, Pro Tools oraz Cubase i wtyczki VST. Gra na gitarze. Używa także mikrofonu. Stwierdził, że za pomocą mikrofonu i komputera może produkować znacznie lepsze utwory od producentów z budżetem kilkusettysięcznym oraz, że nie jest możliwe zrobienie dobrego utworu i teledysku do niego, bez współpracy z odpowiednimi ludźmi, można mówić o szczęściu jeżeli na koniec współpracuje się z odpowiednimi ludźmi, menedżerami i wytwórniami. Ludzie ci muszą mieć odpowiednie kontakty dla stylu muzycznego wykonawcy.
Według muzyka, opanowanie języka angielskiego jest najlepszym sposobem na zaistnienie na arenie międzynarodowej, a utwory w języku szwedzkim w celu uzyskania sławy międzynarodowej muszą być dobrze wyprodukowane i chwytliwe tak jak to tylko możliwe. Stwierdził też, że język angielski jest jego mocną stroną, jednak trudno mu pisać w pełni kreatywne teksty w tym języku. Artysta uważa, że wielu fanów spoza Skandynawii woli jego utwory w języku szwedzkim. Uważa także, że jego fani mają istotne znaczenie dla jego kariery.

## Występy na żywo
Basshunter stara się planować swoje koncerty, jednak często są one improwizacją. W 2006 roku podczas koncertu Basshunter po kontakcie ze szkłem z rozbitej butelki doznał kontuzji stopy. W Smögen artysta stał się ofiarą molestowania dwóch półnagich kobiet, które zaczęły go obejmować w trakcie wykonywania utworu. Podczas koncertu w 2007 w Jönköping muzyk został uderzony szklanką z piwem w okolice oka i zaczął krwawić, po czym udał się do szpitala.
Artysta wystąpił także podczas takich festiwali jak: Allsång på Skansen (2012), BBC Switch Live (2008), Elämä Lapselle (2006), Emmabodafestivalen (2014), Europa Plus Live (2013), Hity Na Czasie (między innymi dwukrotnie w 2007 i 2009), Hull Pride (2012), Nallikari Summer Party (2014), Nottingham Pride (2012), Stoke Live (2012) czy Youth Beatz (2011).
W 2006 roku Basshunter wystąpił podczas Norway Cup. W 2009 roku wystąpił na żywo podczas imprezy sylwestrowej dla prezydenta Kazachstanu Nursułtana Nazarbajewa i jego rodziny. W 2014 roku wystąpił w Sochi Medals Plaza podczas ceremonii wręczenia nagród Zimowych Igrzysk Olimpijskich. Artysta uczestniczył także w trasach koncertowych, takich jak: Bass Generation Tour (2009), Calling Time (2013), Dance Nation Tour (2009 i 2010), New Zealand Tour (2009) czy UK/Ireland Tour 2015.

## Nagrody i nominacje
| Rok  | Nagroda                         | Kategoria                                           | Wynik      |
| ---- | ------------------------------- | --------------------------------------------------- | ---------- |
| 2006 | Grammis                         | Årets bästa ringsignal („Boten Anna”)               | Wygrana    |
| 2006 | Rockbjörnen                     | Årets svenska låt („Boten Anna”)                    | Nominacja  |
| 2006 | Rockbjörnen                     | Årets svenska nykomling                             | Nominacja  |
| 2006 | Eurodanceweb Award              | „Boten Anna”                                        | Wygrana    |
| 2007 | NRJ Radio Award                 |                                                     | Wygrana    |
| 2008 | European Border Breakers Award  | LOL <(^^,)>                                         | Wygrana    |
| 2008 | Eska Music Award                | Radioaktywny hit roku Era („Now You’re Gone”)       | Wygrana    |
| 2008 | BT Digital Music Award          | Best Electronic Artist or DJ                        | Nominacja  |
| 2008 | BT Digital Music Award          | Breakthrough Artist of the Year                     | Nominacja  |
| 2008 | MTV Europe Music Award          | Najlepszy nowy wykonawca                            | Nominacja  |
| 2008 | MTV Europe Music Award          | Najbardziej uzależniający utwór („Now You’re Gone”) | Nominacja  |
| 2008 | The Record of the Year          | „Now You’re Gone”                                   | 9. miejsce |
| 2008 | World Music Award               | World’s Best Selling Swedish Artist                 | Wygrana    |
| 2009 | Scandipop Award                 | Best Male                                           | Wygrana    |
| 2010 | International Dance Music Award | Best HiNRG/Euro Track („Every Morning”)             | Nominacja  |
| 2011 | Scandipop Award                 | Best Male Single („Saturday”)                       | Nominacja  |

## Dyskografia
Albumy studyjne
- 2004: The Bassmachine
- 2006: LOL <(^^,)>
- 2008: Now You’re Gone – The Album
- 2009: Bass Generation
- 2013: Calling Time